# Suunto
Suunto Oy es una empresa finlandesa que fabrica y comercializa relojes deportivos, medidores de buceo, brújulas e instrumentos de precisión. Con sede en Vantaa, Finlandia, la firma emplea a más de 300 personas en todo el mundo y sus productos se venden en más de 100 países. Aunque opera a nivel mundial, la sede se encuentra junto a la fábrica, en la que la mayoría de las etapas de trabajo aún se realizan de forma artesanal. Suunto era una filial de Amer Sports, propiedad desde 2019 del grupo chino Deportes Anta, con las marcas hermanas Wilson, Atomic, Nokia Sports Tracker, Salomon, Precor y Arc'teryx. En mayo de 2022, la empresa de tecnología china Liesheng adquirió Suunto a Amer Sports.
El nombre de la empresa proviene de la palabra finlandesa suunta, que significa "dirección" o "camino", o en navegación, "rumbo".

## Historia

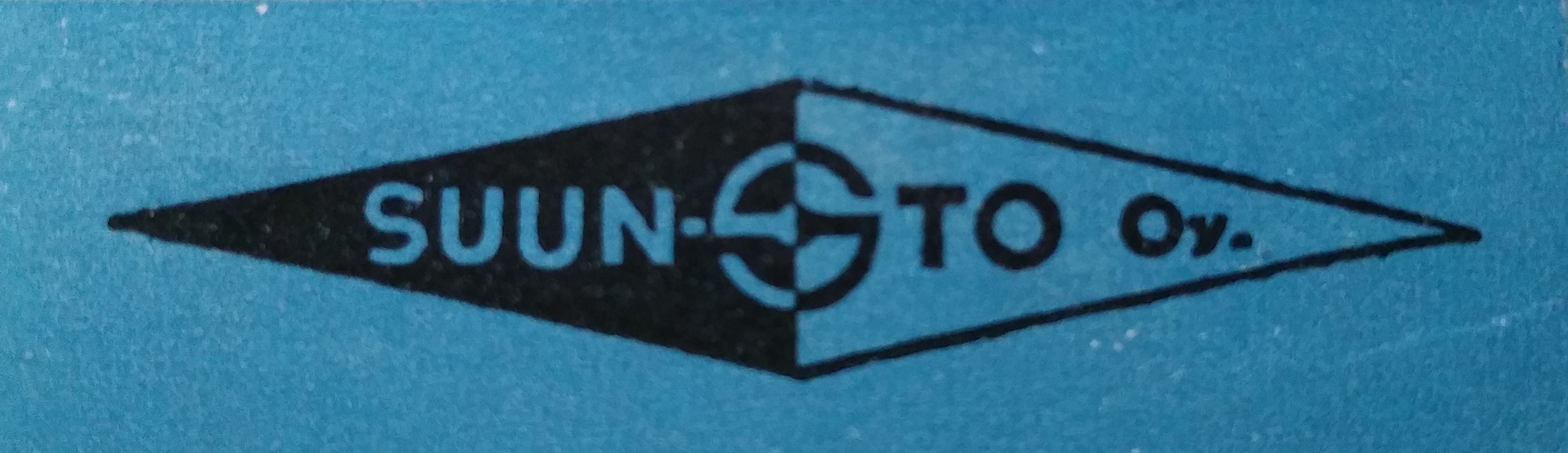
Primer logo de Suunto

En 1932, el fundador de la empresa, Tuomas Vohlonen, topógrafo de profesión, solicitó una patente para un método único de llenado y sellado de una carcasa de brújula ligera hecha completamente de celuloide y llena de líquido para humedecer la aguja y protegerla de golpes y desgaste debido al movimiento excesivo.

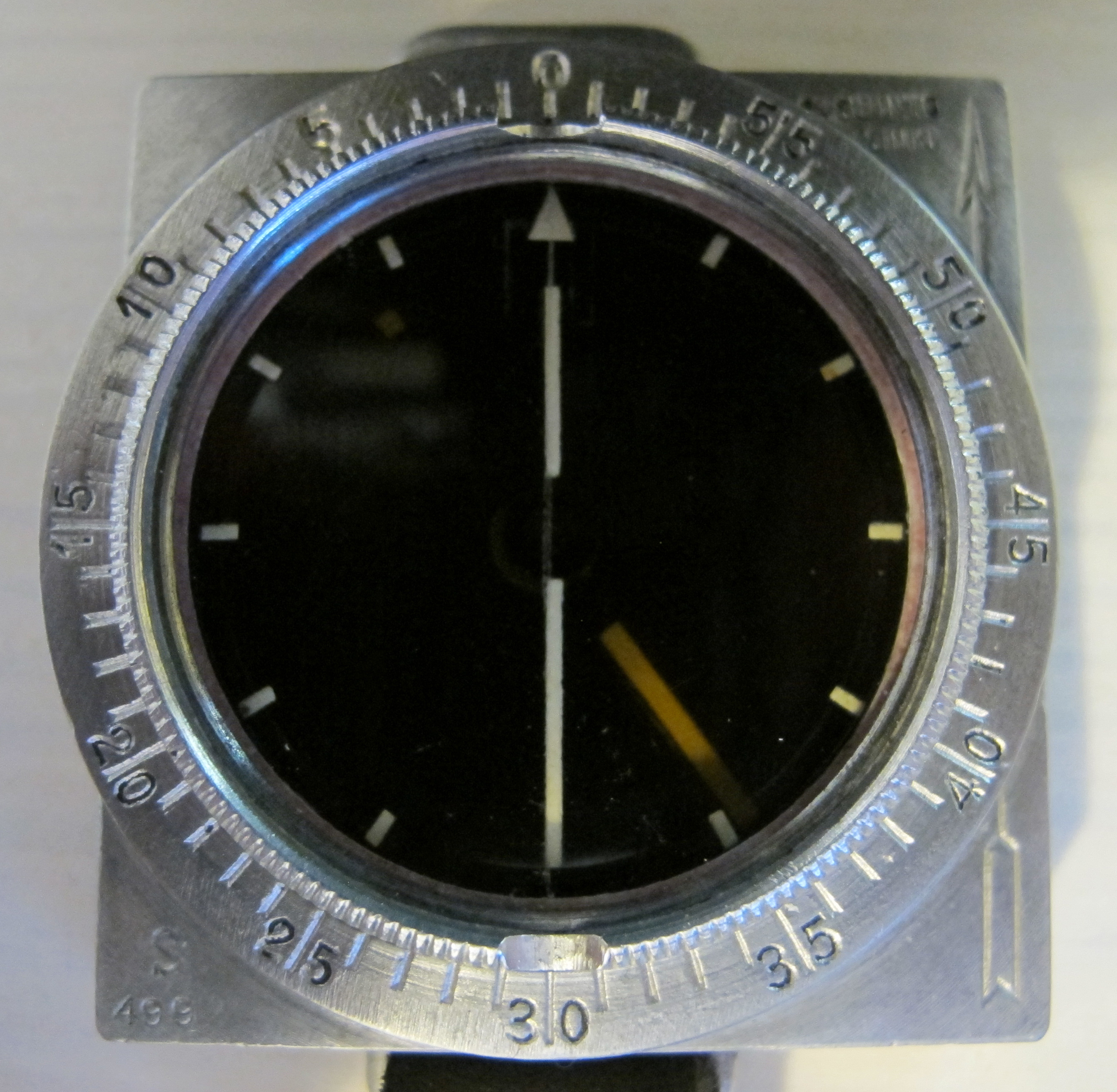
La brújula Suunto M-311 comenzó a producirse en serie en 1936

En 1935, Vohlonen obtuvo una patente sobre su diseño, y la brújula entró en producción en serie un año después con el nombre de Suunto M-311. Aunque no fue la primera brújula portátil llena de líquido, el diseño de Vohlonen era compacto y ligero, lo que permitía llevarla fácilmente en la muñeca. Con cambios menores, la M-311 fue adoptada más tarde por el ejército finlandés como M-34.
La empresa se inscribió en el registro mercantil el 4 de febrero de 1936.
Durante la Segunda Guerra Mundial, Suunto presentó una brújula de mano compacta con amortiguación por líquido, la M/40, para oficiales de artillería y otros usuarios que necesitaban un instrumento de precisión para medir un acimut. La empresa creció rápidamente después de la guerra, suministrando brújulas y otros instrumentos de navegación náutica tanto al mercado civil como al militar.
Después de que Tuomas Vohlonen muriera en 1939, su viuda Elli Vohlonen dirigió la empresa hasta 1952, cuando la vendió a Paavo Kajanne, Aarne Mahnala y Veli-Jussi Hölsö, que también eran propietarios de Redox Oy. A finales de los años 1970, los tres socios vendieron la empresa a la familia Niemistö y a principios de los años 1990 la compró Sponsor Oy, que inició su cotización bursátil en 1995. En 1999, Amer Sports compró la empresa.
En 1996, Suunto Oy adquirió Recta SA, un fabricante de brújulas suizo.
A finales de los años 1930, Suunto Oy estaba ubicada en el edificio del patio trasero de Laivanvarustajankatu 8, Ullanlinna, Helsinki. En 1959, la firma se trasladó a Itämerenkatu 52, Ruoholahti, Helsinki. En 1969, la empresa se trasladó a Juvan teollisuuskatu 8, Juvanmalmi, Espoo. La sede de Suunto Oy se trasladó a su ubicación actual en Valimotie 7, Tammisto, Vantaa en 2001.

## Brújulas
Suunto fabrica una amplia variedad de brújulas, incluidas las series A y M para navegación general, la serie de brújulas Arrow para competiciones deportivas de orientación y las líneas KB (KäsiBussoli, brújula de rumbo manual inglesa), MB (=MatchBox) y MC (=Mirror Compass) para quienes requieren una brújula de mano de calidad profesional. La compañía también produce las líneas de brújulas Recta, que incluyen la serie de placas base DT basada en diseños de Suunto, la serie DS de brújulas con puntería en espejo, las microbrújulas Clipper de Recta y la famosa serie de brújulas militares DP, inventadas por Recta en 1941. En 2009, Suunto suspendió la serie DO de Recta, fabricada en Suiza, y trasladó toda la producción restante de brújulas Recta de Biel, Suiza, a su planta de producción en Vantaa, Finlandia.
Después de adquirir Recta AG en 1996, Suunto incorporó la tecnología del sistema de aguja global Recta Turbo 20, patentada originalmente por Recta SA en muchos de sus propios diseños de brújulas.
Desde 1967, las sucesoras de la brújula M-40 se han ofrecido como la línea KB, que consiste en brújulas topográficas y clinómetros de alta calidad con rumbo manual, que son precisas hasta fracciones de un grado. Tradicionalmente hechas de un bloque sólido de aluminio mecanizado, cada brújula KB contiene un dial magnetizado con marcas de calibración impresas en su borde exterior. Una lupa (KB-14) o mira prismática (KB-77) está montada en un extremo del instrumento con un retículo que permite ver el disco, que contiene rumbos hacia adelante y hacia atrás. En funcionamiento, el usuario divide su campo de visión con el instrumento, utilizando la lente o el prisma del dispositivo para medir con precisión el rumbo del objeto a la vista. Desde entonces, Suunto dejó de producir el modelo KB-77. Un modelo más nuevo, el KB-20, utiliza una carcasa compuesta de plástico con capacidad para resistir grandes impactos y que permite que la brújula flote si se cae al agua.

### Sistema de aguja global
El "Sistema de aguja global" de Suunto adquirido de Recta como diseño de aguja "Turbo-20" no utiliza la aguja de brújula magnetizada convencional. En cambio, la aguja de la brújula y el imán están construidos como unidades separadas que funcionan independientemente una de la otra. La aguja en sí está fijada en su pivote por medio de un cojinete doble, mientras que el imán gira sobre un pivote con su propio cojinete de rubí. Cuando es atraído por el campo magnético de la Tierra, el imán separado de la brújula absorbe la fuerza vertical del campo magnético, de modo que el ángulo de inclinación del campo magnético (inclinación magnética) no puede inclinar la aguja, y la aguja ya no puede moverse en un plano vertical. Esto proporciona lecturas precisas del norte magnético en todas las zonas magnéticas del mundo. El diseño también permite lecturas precisas con la brújula inclinada en ángulos de hasta 20 grados, mientras que el uso de un imán fuerte hace que la aguja se estabilice extremadamente rápido, lo que facilita mediciones rápidas y precisas de rumbo/rumbo. Esto permite que un usuario obtenga rumbos de brújula bastante precisos incluso cuando se mueve, como al hacer senderismo o viajar en canoa.

### Modelos militares

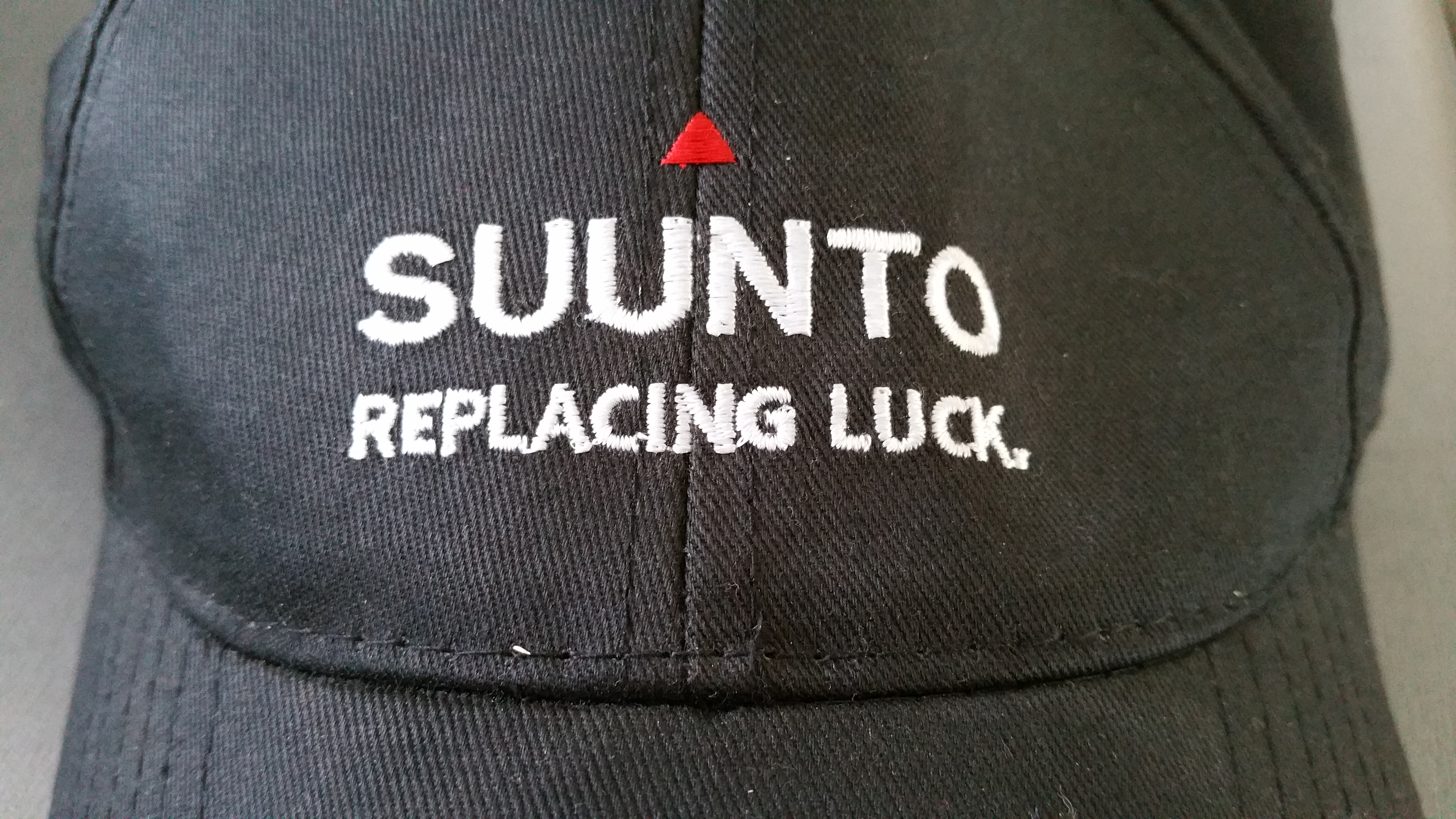
Logotipo de Suunto con el antiguo lema "Reemplazando la suerte" en una gorra

La primera brújula militar producida por Suunto y adoptada por el ejército finlandés fue la M-34, una brújula de muñeca con una carcasa de aluminio, que también fue producida por Physica de Helsinki. Ambas compañías se enzarzaron en una larga batalla judicial por la propiedad del diseño de la "M-34", que duró hasta principios de la década de 1950. En 1989, el ejército finlandés adoptó la brújula de muñeca Suunto "M89-60" con una placa base compuesta, seguida por la "M-801" con carcasa de aluminio. Las brújulas de placa base Suunto utilizadas por organizaciones de montañismo, expediciones y rescate de todo el mundo incluyen la "MC-2", la "KB-14", la "A-30" y la "M5 NATO" (RA-69), junto con las brújulas de muñeca "M-9" y "Clipper". La brújula de mira óptica (espejo) "MC-2", la RA-69 y varias otras brújulas Suunto se han entregado a varias fuerzas de la OTAN a lo largo de los años, incluidos el Ejército Británico, el Ejército Canadiense y varias unidades de las Fuerzas Especiales de EE. UU. La brújula de caja de cerillas Recta DP-6 todavía se utiliza en el ejército suizo.

## Relojes deportivos

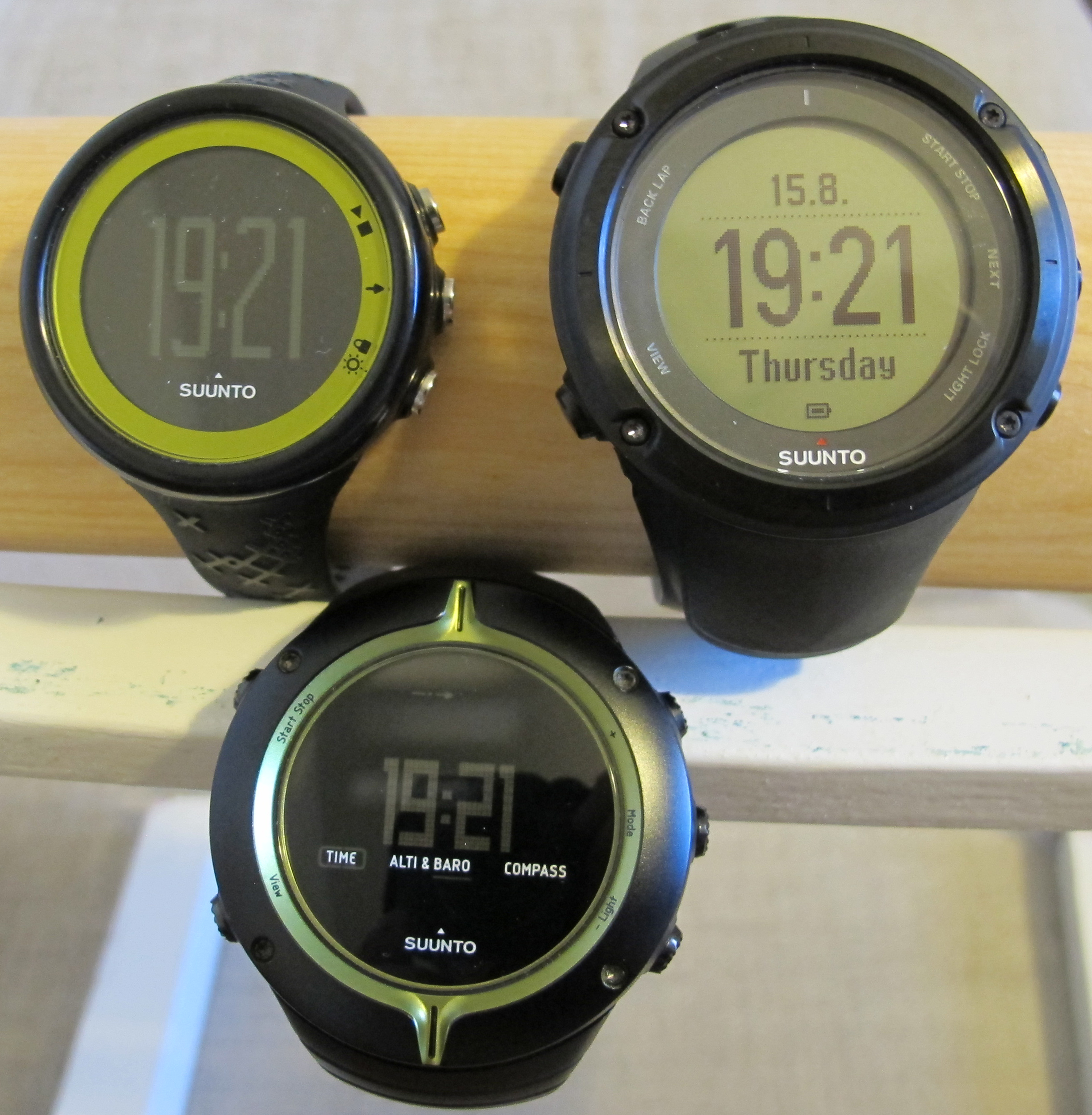
Relojes de pulsera Suunto

Suunto fabrica relojes de pulsera electrónicos multifunción, como Core, Ambit, Vector, X-Lander y X10, que incluyen diversas funciones, como brújula, altitud, efecto de entrenamiento e incluso localización GPS según el modelo. Los relojes deportivos electrónicos multifunción de Suunto están hechos para diferentes deportes como navegación a vela, golf, senderismo, montañismo, esquí alpino y entrenamiento. Las series G, S, T y X de relojes deportivos representan una era en la que los productos con el número 3 se describían como de nivel de entrada, el número 6 como avanzado y el 9 como profesional o de alta gama. Muchos de sus modelos incorporan registro de frecuencia cardíaca de frecuencia a frecuencia, un altímetro basado en la presión del aire, cálculo de EPOC y efecto de entrenamiento y soporte para dispositivos POD externos que miden la velocidad y la distancia. Desde la década de 2010, Suunto ha tenido éxito en sus esfuerzos por reducir la producción en China y aumentar la cuota de fabricación finlandesa.

## Relojes de estilo de vida
Al lanzar la serie Kailash, Suunto también presentó su nuevo enfoque, separando sus ramas de productos: junto con Essential y Elementum, Kailash ahora está formando una nueva rama llamada Suunto 7R, que es una colección de relojes de estilo de vida, mientras que los relojes para deportes y rendimiento presentan una categoría separada.
El 15 de enero de 2015, Suunto lanzó la colección Essential de relojes premium. Funcionalmente, se parecen a Core, pero están hechos en Finlandia con materiales de primera calidad. enfatiza el diseño y la fabricación finlandeses, creando contraste con el Core hecho en China.
Suunto también fabrica la serie Elementum de relojes de pulsera premium hechos a mano con funciones especializadas para actividades al aire libre (Terra), acuáticas (Aqua) y de navegación (Ventus, que ya no se fabrica).

## Software
Suunto proporciona software para interpretar los datos registrados de los relojes y para controlarlos.
Para el modelo "T6" existía el software "Training Manager" y para el modelo "T3" y "T4" existía el "Training Manager Lite".
A principios de 2010, Suunto lanzó el servicio en línea "Movescount". En 2014, Suunto presentó una aplicación para usar las funciones de "Movescount" en los dispositivos móviles iOS. Después de varias demoras, la aplicación "Movescount" para Android se lanzó el 4 de mayo de 2015.
El 4 de mayo de 2015, Amer Sports anunció la adquisición de Nokia Sports Tracker, que unía fuerzas con "Movescount". Más tarde, se convirtió en la base de los servicios digitales de Amer Sport.
En 2021, el servicio en línea basado en la web Movescount se cerró y se reemplazó por una aplicación dedicada de Suunto disponible para iOS y Android.